# 망누스 3세 (스웨덴)

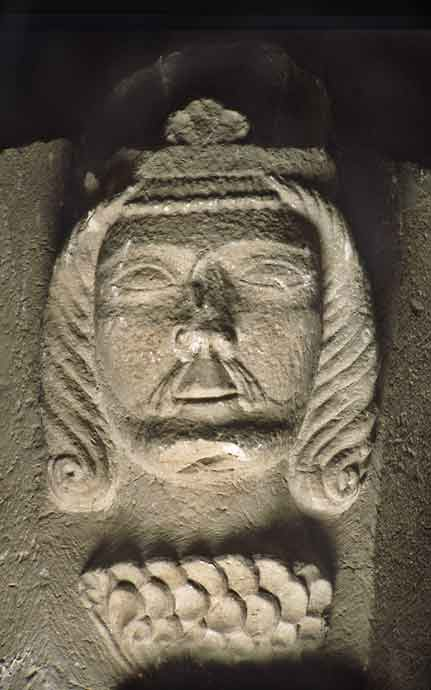
망누스 3세

망누스 3세(스웨덴어: Magnus III, 1240년 ~ 1290년 12월 18일) 또는 망누스 비르예르손(스웨덴어: Magnus Birgersson), 망누스 라둘로스(스웨덴어: Magnus Ladulås)는 스웨덴의 국왕(재위: 1275년 ~ 1290년 12월 18일)이다. 폴쿵가(Folkung, 비엘보가(Bjelbo)) 출신이다.

## 생애
스웨덴의 귀족인 비르예르 얄(Birger Jarl, 비르예르 망누손(Birger Magnuson), 1200년 ~ 1266년)과 그의 아내인 잉에보리 에릭스도테르(Ingeborg Eriksdotter)의 아들로 태어났다.
1275년 6월 14일에 일어난 호바(Hova) 전투에서 자신의 동생이었던 발데마르 비르예르손 국왕을 상대로 승리를 기록했다. 망누스는 모라(Mora)의 돌을 통해 스웨덴의 국왕으로 즉위했다.
1277년에는 예탈란드를 스웨덴에 편입시켰으며 1278년경에는 "고트인의 왕"이라는 칭호를 추가했다. 1284년에는 자신의 동생인 벵트(Bengt)를 부주교, 핀란드의 공작으로 임명했다.